# Contea di San Miguel (Nuovo Messico)
La contea di San Miguel, in inglese San Miguel County, è una contea dello Stato del Nuovo Messico, negli Stati Uniti. La popolazione al censimento del 2000 era di 30 126 abitanti. Il capoluogo di contea è Las Vegas.

## Geografia
La contea si trova nella parte centro-settentrionale della contea. Nella porzione nord-occidentale si estendono i Monti Sangre de Cristo. La porzione sud-orientale si colloca nella provincia di Basin and Range. Da ovest verso est il territorio diventa sempre più pianeggiante, dall'avere numerosi laghi a mesa attraversate da canyon e torrenti. I fiumi principali sono: Pecos, Gallinas, Canadian, Mora e Conchas.
Tra le aree protette nazionali troviamo il Pueblo di Pecos.
Las Vegas è la sede della New Mexico Highlands University.

### Contee confinanti
- Contea di Mora - nord
- Contea di Harding - nord-est
- Contea di Quay - sud-est
- Contea di Guadalupe - sud
- Contea di Torrance - sud-ovest
- Contea di Santa Fe - ovest

## Storia
La contea era abitata dai nativi Anasazi. La contea fu costituita nel 1852 e fu chiamata così per la cittadina di San Miguel de Bado sul fiume Pecos.

## Comuni

### City
- Las Vegas (capoluogo)

### Villages
- El Cerrito
- Mosquero
- Pecos

### Census-designated places
- Conchas Dam
- East Pecos
- North San Ysidro
- Pueblo
- Ribera
- Rowe
- San Jose
- Sena
- Soham
- Tecolote
- Tecolotito
- Villanueva